# 비밀첩보원 퀼러
비밀첩보원 퀼러(The Quiller Memorandum)는 영국에서 제작된 마이클 앤더슨 감독의 1966년 범죄, 드라마, 미스터리 영화이다. 조지 시걸 등이 주연으로 출연하였다.

## 출연

### 주연
- 조지 시걸
- 알렉 기네스